# Minimum Connecting Time
Der Anglizismus der Minimum Connecting Time oder Minimum Connection Time (MCT; deutsch „Mindestumsteigezeit“) ist im Luftverkehr die Zeitspanne zwischen der Landung eines Flugzeuges und dem Start eines Anschlussfluges, innerhalb der ein umsteigender Flugpassagier in der Lage ist, den Anschlussflug zu erreichen.

## Allgemeines
Die MCT gibt für einen Flugplatz die minimale Zeitspanne an, die ein Passagier für das Umsteigen von Flugzeug zu Flugzeug benötigt. Dabei ist zu berücksichtigen, dass die tatsächliche Zeit, die der Passagier zum Umsteigen hat, wesentlich kürzer ist. Er kann erst aussteigen, wenn das Flugzeug nach der Landung seine Parkposition erreicht hat (englisch on block). Hinzu kommt, dass er zum Boarding seines Anschlussfluges erscheinen muss, das vor dem Verlassen der Parkposition (englisch off block) stattfindet. Je nach Größe des Flughafens und Entfernung der Parkposition von der Rollbahn ergibt sich daher eine Verkürzung der tatsächlich zur Verfügung stehenden Zeit. Ein weiterer wichtiger Faktor ist auch, ob die Zeit reicht, das Gepäck in das Anschlussflugzeug zu verladen. Dafür ist wiederum der Abstand zwischen den Parkpositionen ebenso entscheidend wie der Automatisierungsgrad der Gepäckbeförderung. Die MCT wird letztlich durch die Umladezeit der Gepäckabfertigung oder der Gepäckförderanlage bestimmt und liegt stets innerhalb der größeren Blockzeit. Im sonstigen Reiseverkehr mit anderen Transportmitteln entspricht die MCT der Übergangszeit.

## Unterschiedliche MCT
Aufgrund der unterschiedlichen Flughafeninfrastruktur und unterschiedlicher Automatisierung auf internationalen Flughäfen ist die MCT sehr unterschiedlich. Die MCT wird für jeden Flughafen individuell ermittelt. Sie unterscheidet sich innerhalb des Flughafens außerdem noch danach, welche Terminals benutzt werden, ob verschiedene Fluggesellschaften betroffen sind und ob der Übergang zwischen nationalen oder internationalen Flügen stattfindet. So ergeben sich für jeden Flughafen eine Vielzahl von verschiedenen MCTs, beispielsweise:

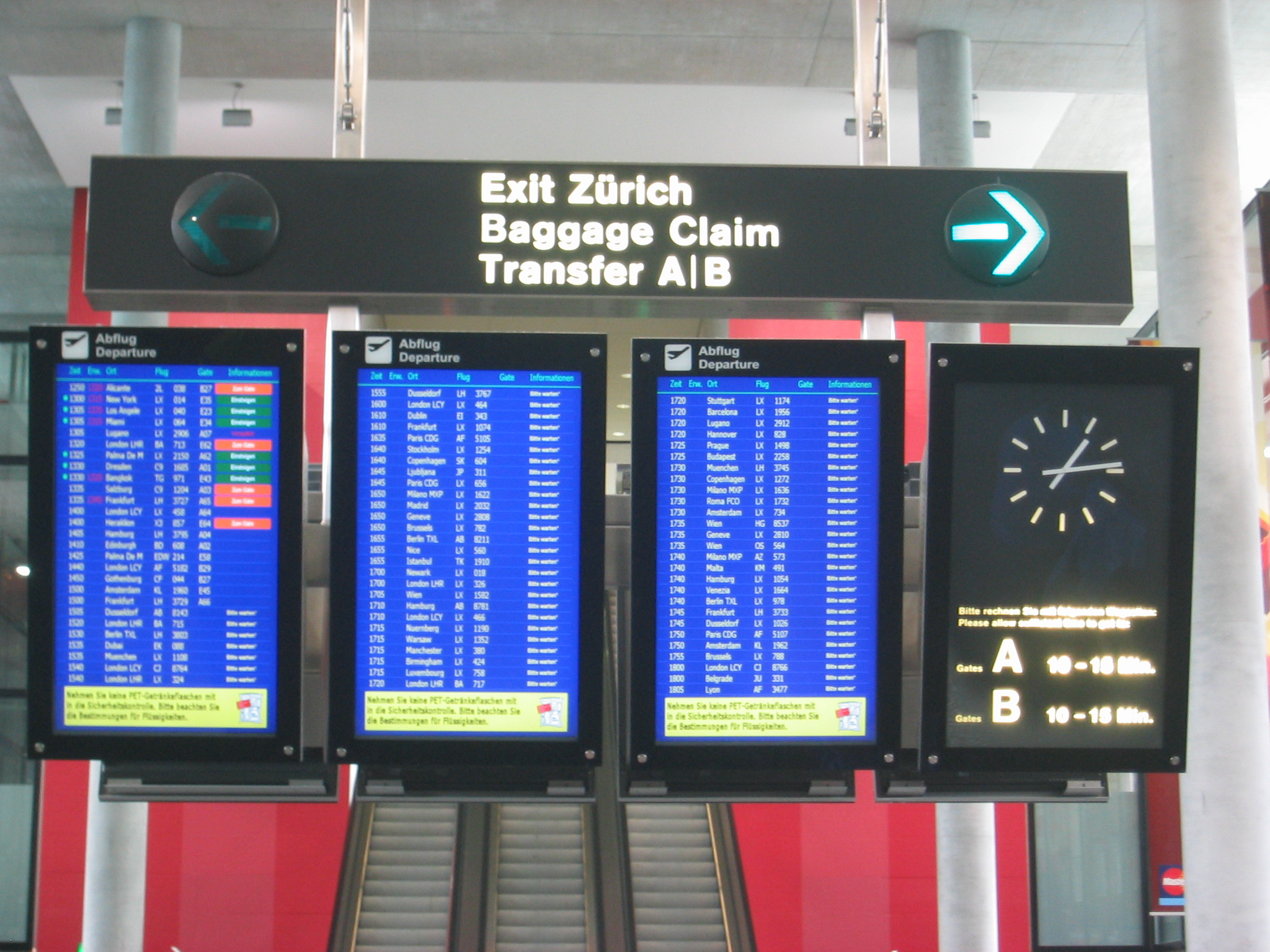
Informationen für Umsteigepassagiere am Flughafen Zürich über Anschlussflüge und Dauer der Wegstrecke zu den anderen Terminals

| Flughafen                         | Umsteigen                              | MCT         | Quelle      |
| --------------------------------- | -------------------------------------- | ----------- | ----------- |
| Flughafen Wien                    | alle Verbindungen                      | 25 Minuten  | [ 2 ]       |
| Flughafen München                 | innerhalb Terminal 2                   | 40 Minuten  | [ 3 ]       |
| Flughafen München                 | innerhalb Terminal 1                   | 40 Minuten  | [ 3 ]       |
| Flughafen München                 | zwischen Terminal 1 und 2              | 45 Minuten  | [ 3 ]       |
| Flughafen Zürich                  | alle Verbindungen                      | 40 Minuten  | [ 4 ]       |
| Flughafen Frankfurt               | alle Verbindungen                      | 45 Minuten  | [ 5 ]       |
| Flughafen Amsterdam               | kontinental                            | 40 Minuten  | [ 6 ]       |
| Flughafen Amsterdam               | interkontinental                       | 50 Minuten  | [ 6 ]       |
| Flughafen Paris-Charles-de-Gaulle | jeweils innerhalb Terminal 1, 2 oder 3 | 60 Minuten  | [ 7 ]       |
| Flughafen Paris-Charles-de-Gaulle | zwischen Terminal 1, 2 oder 3          | 90 Minuten  | [ 7 ]       |
| Flughafen Berlin-Tegel            | zwischen easyJet-Verbindungen          | 120 Minuten | [ 8 ] [ 9 ] |

## Buchung
Computerreservierungssysteme (CRS) verwenden die MCT automatisch, um mögliche Umsteigeverbindungen zu errechnen. Ist ein Anschluss zwar theoretisch machbar, die MCT jedoch unterschritten, wird sie im CRS gar nicht erst angegeben.
Kurze Umsteigezeiten sind für die Fluggesellschaften und die Flughäfen besonders attraktiv. In Computerreservierungssystemen werden die Verbindungen meist nach der Gesamtreisezeit sortiert. Da die Reisebüroangestellten den Kunden oft nur die ersten angezeigten Verbindungen anbieten, kann eine künstlich niedrig gehaltene MCT die Anzahl der Buchungen erhöhen, wodurch auch gleichzeitig das Risiko, einen Anschlussflug nicht mehr erreichen zu können, verringert wird. 

## Rechtsfragen
Aus der Minimum Connecting Time ergeben sich rechtliche Konsequenzen. Bucht ein Reisebüro eine Anschlussverbindung, bei der die MCT unterschritten wird, ist die Fluggesellschaft nicht verpflichtet, den Passagier zu befördern, wenn er seinen Anschluss verpasst. Wird hingegen die MCT laut Buchung eingehalten, aber im konkreten Fall durch einen verspätet ankommenden Zubringerflug doch unterschritten, so kann dies bei dadurch verpasstem Anschlussflug und verspäteter Ankunft am Zielort zu einem Anspruch auf Entschädigung im Rahmen der Fluggastrechte führen. Wird die Übergangszeit durch die Verspätung des Zubringers unterschritten und die Fluggesellschaft kann nicht darlegen, wie der Fluggast seinen Anschluss doch noch hätte erreichen können, muss die Airline eine Entschädigung zahlen.